# Gaston Arman de Caillavet
Gaston Arman de Caillavet, född den 13 mars 1869 i Paris, död den 13 januari 1915, var en fransk lustspelsförfattare och journalist.
Tillsammans med Robert de Flers skrev Caillavet några samhällssatiriska lustpel. De mest berömda är Le roi (1908, svensk översättning Kungen samma år), och L'habit vert (1912, svensk översättning Gröna fracken 1917).

## Verk (urval)
- Miquette et sa mère (tillsammans med Robert de Flers)
  - Miquette: komedi i tre akter (otryckt översättning av Erik Haneson 1940-tal?)
- La belle aventure (tillsammans med Robert de Flers)
  - Äventyret: komedi i tre akter (otryckt översättning av Karl Hedberg)
  - Äventyret: komedi i tre akter  (otryckt översättning och bearbetning för Helsingborgs Stadsteater Per Sjöstrand 1963)